# Yé
Yé è un dipartimento del Burkina Faso classificato come comune, situato nella Provincia  di Nayala, facente parte della Regione di Boucle du Mouhoun.
Il dipartimento si compone del capoluogo e di altri 19 villaggi: Bondaogtenga, Bouna, Daman, Doumbassa, Goersa, Kangotenga, Kobé, Mélou, Mobgowindtenga, Nabonswindé, Niempourou, Noagtenga, Sankoué, Saoura, Sidikitenga, Siguinvoussé, Tani, Watinoma e Yambatenga.